# Viking Fotballklubb 2009
Questa voce raccoglie le informazioni riguardanti il Viking Fotballklubb nelle competizioni ufficiali della stagione 2009.

## Rosa
| N. |                     | Ruolo | Calciatore            |
| -- | ------------------- | ----- | --------------------- |
| 1  | Norvegia (bandiera) | P     | Thomas Myhre          |
| 2  | Norvegia (bandiera) | D     | Trond Erik Bertelsen  |
| 3  | Norvegia (bandiera) | D     | Børre Steenslid       |
| 4  | Norvegia (bandiera) | D     | Vegard Aanestad       |
| 5  | Norvegia (bandiera) | D     | Thomas Pereira        |
| 6  | Norvegia (bandiera) | D     | Håkon Skogseid        |
| 7  | Norvegia (bandiera) | C     | Tomasz Sokolowski     |
| 8  | Norvegia (bandiera) | C     | Vidar Nisja           |
| 9  | Nigeria (bandiera)  | A     | Peter Ijeh            |
| 10 | Norvegia (bandiera) | A     | Alexander Ødegaard    |
| 11 | Norvegia (bandiera) | A     | Joakim Austnes        |
| 12 | Estonia (bandiera)  | P     | Artur Kotenko         |
| 13 | Norvegia (bandiera) | D     | Christian Landu Landu |
| 14 | Norvegia (bandiera) | C     | André Danielsen       |

| N. |                      | Ruolo | Calciatore              |
| -- | -------------------- | ----- | ----------------------- |
| 15 | Norvegia (bandiera)  | D     | Ragnvald Soma           |
| 16 | Rep. Ceca (bandiera) | A     | Martin Fillo            |
| 18 | Norvegia (bandiera)  | A     | Andreas Ulland Andersen |
| 19 | Norvegia (bandiera)  | A     | Tommy Høiland           |
| 20 | Islanda (bandiera)   | D     | Indriði Sigurðsson      |
| 21 | Islanda (bandiera)   | C     | Birkir Bjarnason        |
| 22 | Norvegia (bandiera)  | C     | Valon Berisha           |
| 23 | Norvegia (bandiera)  | C     | Simen Melhus            |
| 24 | Norvegia (bandiera)  | P     | Aslak Falch             |
| 24 | Germania (bandiera)  | P     | Kristian Nicht          |
| 25 | Serbia (bandiera)    | D     | Gojko Ivković           |
| 27 | Senegal (bandiera)   | A     | Mame Niang              |
| 28 | Norvegia (bandiera)  | D     | Jørgen Horn             |
| 99 | Norvegia (bandiera)  | C     | Jone Samuelsen          |

## Risultati

### Campionato

#### Girone di andata
| Arbitro: | Olsen (Kristiansand) |

|                               |           |  |
| Niang 4’, 18’ Soma 21’ (rig.) | Marcatori |  |

| Arbitro: | Hauge (Bergen) |

|            |           |              |
| Occean 54’ | Marcatori | 65’ Skogseid |

| Arbitro: | Hagen (Grue) |

|  |           |             |
|  | Marcatori | 22’ Hulsker |

| Oslo 13 aprile 2009, ore 18:00 CEST 4ª giornata | Lyn Oslo          | 0 – 0 referto | Viking | Bislett Stadion (2.778 spett.)\| Arbitro: \| Edvartsen (Hamar) \| |
| Arbitro:                                        | Edvartsen (Hamar) |               |        |                                                                   |

| Arbitro: | Skjerven (Kaupanger) |

|                 |           |                       |
| Soma 59’ (rig.) | Marcatori | 67’ Gashi 89’ Kvisvik |

| Arbitro: | Staberg |

|              |           |                         |
| M. Diouf 90’ | Marcatori | 38’ Bjarnason 65’ Nisja |

| Arbitro: | Sælen (Bergen) |

|                                         |           |                   |
| Soma 48’ (rig.) Danielsen 59’ Nisja 63’ | Marcatori | 66’ Sti. Johansen |

| Arbitro: | Berntsen (Vang) |

|                                     |           |               |
| Sohna 53’ Salčinović 61’ Raščić 88’ | Marcatori | 45’ Steenslid |

| Arbitro: | Olsen (Kristiansand) |

|           |           |              |
| Fillo 34’ | Marcatori | 70’ Pedersen |

| Arbitro: | Skjerven (Kaupanger) |

|               |           |                             |
| Ijeh 21’, 90’ | Marcatori | 30’ Hedenstad 58’ Kobayashi |

| Arbitro: | Hauge (Bergen) |

|            |           |  |
| Lustig 79’ | Marcatori |  |

| Arbitro: | Helgerud (Lier) |

|  |           |                               |
|  | Marcatori | 13’ Zajić 45’ Hæstad 65’ Muri |

| Arbitro: | Sandmoen |

|  |           |           |
|  | Marcatori | 17’ Fillo |

| Arbitro: | Berntsen (Vang) |

|               |           |                |
| Bertelsen 80’ | Marcatori | 55’ Sigurðsson |

| Arbitro: | Øvrebø (Oslo) |

|  |           |               |
|  | Marcatori | 75’ Bjarnason |

#### Girone di ritorno
| Arbitro: | Sælen (Bergen) |

|                       |           |               |
| Brenne 11’ Kovács 83’ | Marcatori | 37’, 59’ Ijeh |

| Arbitro: | Hauge (Bergen) |

|                                                |           |                       |
| Bjarnason 12’, 76’ Skogseid 36’ Sokolowski 89’ | Marcatori | 47’ Sundgot 83’ Riise |

| Arbitro: | Olsen (Kristiansand) |

|                   |           |  |
| Berglund 53’, 57’ | Marcatori |  |

| Arbitro: | Hagen (Grue) |

|                                                         |           |                     |
| Bjarnason 15’ Nisja 31’, 51’ Ødegaard 37’ Danielsen 89’ | Marcatori | 26’, 62’ Guastavino |

| Arbitro: | Edvartsen (Hamar) |

|            |           |  |
| Borges 17’ | Marcatori |  |

| Arbitro: | Johnsen |

|                         |           |               |
| Bjarnason 50’ Fillo 78’ | Marcatori | 17’ Skjølsvik |

| Arbitro: | Staberg |

|                                      |           |  |
| Sigurðsson 45’ (aut.) P. Rønning 57’ | Marcatori |  |

| Arbitro: | Edvartsen (Hamar) |

|                       |           |                         |
| Skogseid 45’ Ijeh 89’ | Marcatori | 12’ Mane 65’ Salčinović |

| Arbitro: | Berntsen (Vang) |

|                      |           |          |
| Steenslid 73’ (aut.) | Marcatori | 24’ Ijeh |

| Arbitro: | Sandmoen |

|             |           |          |
| Børufsen 2’ | Marcatori | 66’ Ijeh |

| Arbitro: | Hafsås |

|               |           |                |
| Steenslid 18’ | Marcatori | 78’ Stephenson |

| Arbitro: | Helgerud (Lier) |

|                                            |           |          |
| Sæternes 7’ Madsen 50’ Moh. Abdellaoue 52’ | Marcatori | 14’ Ijeh |

| Stavanger 18 ottobre 2009, ore 18:00 CEST 28ª giornata | Viking          | 0 – 0 referto | Rosenborg | Viking Stadion (13.782 spett.)\| Arbitro: \| Berntsen (Vang) \| |
| Arbitro:                                               | Berntsen (Vang) |               |           |                                                                 |

| Arbitro: | Olsen (Kristiansand) |

|                      |           |          |
| Aas 73’ Pedersen 76’ | Marcatori | 16’ Ijeh |

| Arbitro: | Sandmoen |

|               |           |  |
| Bjarnason 85’ | Marcatori |  |

### Coppa di Norvegia
| Odda 10 maggio 2009, ore 18:00 CEST Primo turno                                                         | Odda      | 1 – 6 referto                                     | Viking | Odda Stadion |
| \| \| \| \| \| Berntsen 24’ (rig.) \| Marcatori \| 20’, 41’ Danielsen 32’, 45’, 60’ Ijeh 67’ Høiland \| |           |                                                   |        |              |
| |           |                                                   |        |              |
| Berntsen 24’ (rig.)                                                                                     | Marcatori | 20’, 41’ Danielsen 32’, 45’, 60’ Ijeh 67’ Høiland |        |              |

| Ålgård 28 maggio 2009, ore 18:00 CEST Secondo turno                            | Ålgård    | 2 – 3 referto                 | Viking | Ålgård Stadion |
| \| \| \| \| \| Herrem 1’, 47’ \| Marcatori \| 36’ (rig.) Soma 40’, 59’ Ijeh \| |           |                               |        |                |
|                                                                                |           |                               |        |                |
| Herrem 1’, 47’                                                                 | Marcatori | 36’ (rig.) Soma 40’, 59’ Ijeh |        |                |

| Bryne 17 giugno 2009, ore 18:00 CEST Terzo turno                                                                            | Bryne                | 0 – 0 referto                            | Viking | Bryne Stadion |
| \| \| \| \| \| Bala Ertzeid Gauseth Stokkeland Helle \| Tiri di rigore 3 – 2 \| Soma Ødegaard Sokolowski Fillo Danielsen \| |                      |                                          |        |               |
| |                      |                                          |        |               |
| Bala Ertzeid Gauseth Stokkeland Helle                                                                                       | Tiri di rigore 3 – 2 | Soma Ødegaard Sokolowski Fillo Danielsen |        |               |